# Miles Millar
Miles Millar (* um 1967 im Vereinigten Königreich) ist ein britischer Drehbuchautor und Filmproduzent.

## Leben
Millar wurde um 1967 im Vereinigten Königreich geboren. Er war Schüler an der Claremont Fan Court School, am Christ’s College und ist Absolvent des Peter Stark Producing Program der USC School of Cinematic Arts.
Millar erschuf mit seinem Freund Alfred Gough die Fernsehserie Smallville und war mit ihm von der ersten bis zur siebten Staffel auch Executive Producer der Serie. Zusätzlich schrieb er mit ihm für elf Episoden der ersten vier Staffeln der Serie die Drehbücher und führte bei der Episode 3.19 „Lara & Lillian“ (Memoria) Regie. Ebenso schrieben beide Autoren die Drehbücher zu Hollywood-Blockbustern wie Lethal Weapon 4, Spider-Man 2 und Die Mumie 3.

## Filmografie (Auswahl)

### Als Drehbuchautor
- 1996–1997: Bugs – Die Spezialisten (Bugs, Fernsehserie, 2 Episoden)
- 1997: Cypher (Double Tap)
- 1997–1998: Timecop (Fernsehserie, 3 Episoden)
- 1998–1999: Martial Law – Der Karate-Cop (Martial Law, Fernsehserie, 4 Episoden)
- 1999: Made Men
- 1999–2000: The Strip (Fernsehserie, Schöpfer, Drehbuch von 2 Episoden)
- 2000: Shang-High Noon (Shanghai Noon)
- 2001–2017: Smallville (Fernsehserie, Schöpfer, Drehbuch von 13 Episoden)
- 2002: Showtime
- 2003: Shanghai Knights
- 2005: Herbie Fully Loaded – Ein toller Käfer startet durch (Herbie: Fully Loaded)
- 2006: Aquaman (Fernsehfilm)
- 2008: Die Mumie: Das Grabmal des Drachenkaisers (The Mummy: Tomb of the Dragon Emperor)
- 2011: Ich bin Nummer Vier (I Am Number Four)
- 2011: Charlie’s Angels (Fernsehserie, Schöpfer, Drehbuch von 4 Episoden)
- 2015–2019: Into the Badlands (Fernsehserie, Schöpfer, Drehbuch von 10 Episoden)
- 2016–2017: The Shannara Chronicles (Fernsehserie, Schöpfer, Drehbuch von 5 Episoden)
- seit 2022: Wednesday (Fernsehserie, Schöpfer, Drehbuch von 4 Episoden)
- 2024: Beetlejuice Beetlejuice

### Als Filmproduzent
- 2009: Hannah Montana – Der Film (Hannah Montana: The Movie)
- 2012: Shootout – Keine Gnade (Bullet to the Head)

### Als Regisseur
- 2004: Smallville (Fernsehserie, Episode 3x19)
- 2019: Into the Badlands (Fernsehserie, 2 Episoden)